# 九三学社青海省委员会
九三学社青海省委员会，简称九三学社青海省委、九三青海省委、青海九三学社，是九三学社在青海省的地方组织。